# 121468 Msovinskihaskell
121468 Msovinskihaskell este o planetă minoră (asteroid), cu un diametru de 5,937 km, din centura de asteroizi. A fost descoperită pe 1 octombrie 1999 la Catalina Station⁠(d) de Catalina Sky Survey. 
Obiectul prezintă o orbită caracterizată de o semiaxă mare de 3,0074695047342 UAi, o excentricitate de 0,23, o înclinație de 15 ° în raport cu ecliptica.